# Atahualpa Yupanqui

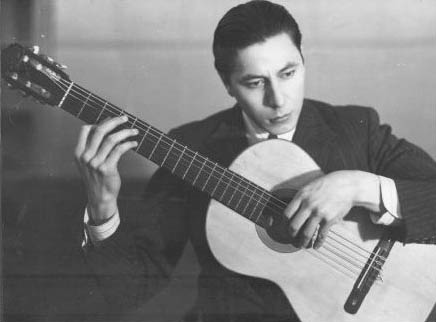
Yupanqui, 1935.

Atahualpa Yupanqui, född 31 januari 1908, död 23 maj 1992, var en argentinsk sångare, visdiktare, gitarrist och författare. Han anses vara den mest betydande argentinska folkmusikanten under 1900-talet.
Yupanqui föddes som Héctor Roberto Chavero Aramburo i Pergamino i provinsen Buenos Aires på Pampas ca 20 mil från Buenos Aires. Familjen flyttade till Tucumán då han var tio år. Som en gest till två kungar i Inkariket tog han sig namnet Atahualpa Yupanqui.